# Mount Geryon
Der Mount Geryon ist ein 1509 Meter hoher Berg im Zentrum des australischen Bundesstaates Tasmanien.
Er liegt in der Du Cane Range am Ostrand des Cradle-Mountain-Lake-St.-Clair-Nationalparks und steht in der Reihe der höchsten Berge Tasmaniens an 9. Stelle.
Der Berg ist eine bekannte Sehenswürdigkeit im Nationalpark und beliebt bei Wanderern und Bergsteigern. Es gibt mehr als 40 verschiedene Aufstiegsrouten, einige davon überwinden mehr als 300 Höhenmeter. Am bekanntesten allerdings sind die 500 Meter hohen Ostabbrüche des Mount Geryon.
Der Pool of Memories, ein bekannter Bergsee, liegt in der Nähe.